# Секретар парткому
«Секретар парткому» — радянський художній фільм 1970 року, знятий на кіностудії імені Олександра Довженка.

## Сюжет
Колгоспницю Поліну Гончаренко односельці одноголосно обирають секретарем парткому. Чесна і принципова, вона вступає в протиборство з головою колгоспу і, тим самим, ще більше ускладнює своє особисте життя.

## У ролях
- Людмила Полякова — Поліна Гончаренко
- Михайло Глузський — Павло Калинович Любарський
- Анатолій Семенов — Михайло
- Юрій Шерстньов — Василь
- Олексій Чернов — Олексій Гончаренко
- Іван Переверзєв — Шпак
- Кузьма Кулаков — Василь Степанович Кочубей, батько Віри
- Олексій Мороз — Саєнко
- Герман Хованов — Бурун
- Махарбек Турієв — Аскер
- Ольга Аросєва — Катерина Павлівна, кухарка
- Людмила Алфімова — Наталка, учасниця зборів
- Петро Бенюк — друг Михайла
- Наталія Гебдовська — Пилипівна, мати Михайла
- Федір Гладков — обліковець
- Неоніла Гнеповська — Мар'яна
- Софія Карамаш — дружина Кочубея, мати Віри
- Леонід Карпенко — епізод
- Наталія Клісенко — епізод
- Ігор Козлов — завскладом
- Леонід Марченко — епізод
- Іван Матвєєв — колгоспник
- Олександр Толстих — Орлик, бригадир
- Микола Яковченко — кум
- Ігор Чаленко — епізод
- Антоніна Максимова — Задорожна
- Алім Федоринський — Грач
- Юрій Ступаков — член бюро
- Володимир Волков — учасник зборів

## Знімальна група
- Режисери — Микола Ільїнський, Олег Ленціус
- Сценарист — Віктор Богатирьов
- Оператор — Вадим Верещак
- Композитор — Микола Сидельников
- Художник — Олександр Кудря